# فلورید وانادیوم (IV)
فلورید وانادیوم(IV) (به انگلیسی: Vanadium(IV) fluoride) با فرمول شیمیایی VF۴ یک ترکیب شیمیایی است. که جرم مولی آن 126.9351 g/mol می‌باشد. شکل ظاهری این ترکیب، پودر آهک سبز است.